# 里奥马雷
里奥马雷（義大利語：Rio Mare）是一家意大利食品公司，建立于1965年。由位于科莫省的Bolton Food SpA of Cermenate生产，该公司是米兰跨国博尔顿集团的子公司。该公司主要生产鲔鱼罐头及衍生的鱼肉沙拉等食品。